# コンスタント・ゲオルグ・ファン・マンスフェルト
コンスタント・ゲオルグ・ファン・マンスフェルト（Constant George van Mansveldt, 1832年2月28日 - 1912年10月17日）は、オランダの予備海軍軍医。長崎、熊本、京都で日本人に医学を教え、その後、大阪病院に転勤した。1879年に帰国。熊本における教え子に北里柴三郎、緒方正規、浜田玄達らがいる。

## 経歴

### 来日前
アムステルダム近郊のディーメルメール（Diemermeer, 現在のワーテルグラーフスメール）に生まれた。父はコンスタンス (Constans)、母はエリーザベト・コープマンス (Elisabeth Koopmans)。1849年から1853年までユトレヒト陸軍軍医学校で教育を受けた。同大学で研修。長崎で医学を教えていたヨハネス・ポンペ・ファン・メーデルフォールトの後任に推薦されたが、東インド政府が承認しなかった。

### 長崎時代
その後、アントニウス・ボードウィンが長崎精得館を1866年（慶応2年）に退官した時に後任として上海から来日した。マンスフェルトは、解剖学、組織学、眼科学に詳しかった。明治維新で精得館が長崎附医学校と変わった際に、長與專齋と相談し教育制度を改革した。すなわち、小学校学科（数学、物理、化学）と大学校学科（解剖学、生理学、病理学、内科学、外科学、眼科学、産科学、一切治療、薬剤学、包帯学、翻訳）に分け、教養科目と専門科目を区別した。

### 熊本時代
1871年（明治4年）から3年間の契約で熊本の古城（ふるしろ）医学所および病院で教鞭を執り、患者の治療も行った。1年目は長崎時代の教え子・高橋正直を岡山医学校から呼び寄せ通訳させた。
マンスフェルトはオランダ語の修得に熱心な生徒・北里柴三郎を目に留め、北里は夜間はマンスフェルトの家で語学を修得し、2年目からは講義の通訳を行った。日本人が作った病理の講義録が残されている。教育方針として「教師は学校にいて直ちに学生を医者にしたてるものではない。学生をしてその研究上、行くべき道を指示し、且つ学生自ら研究すべき方法を教えるものである」と述べている。教科目は、解剖学、組織学、顕微鏡学、生理学、病理総論、内科学、外科学、オランダ語学、物理学、修身で、オランダ語学と修身は随意科目であるが、他は正科である。正科はマンスフェルト、オランダ語は助教、教導、通訳、物理学は助教、修身は茶道竹崎律次郎が担当した。マンスフェルトの授業は午後の2時間であった。基礎も臨床も行ったが、解剖学の教科書、残された組織の図などを見ると、なかなか侮れない内容であった。

### 京都府療病院時代
この病院は初代のイギリス人教師ヨンケルが傲岸不遜であった。マンスフェルトはドイツ語で講義してほしいと言われ、彼の不満は大きかった。往診も契約で拒絶した。マンスフェルトは極めて厳格な性格があり、慢性関節リウマチで痛くても一日も欠勤しなかった。

### 大阪病院時代
1877年（明治10年）に大阪病院に転任し、1879年（明治12年）3月に辞任、オランダに帰国した。

### 帰国後
帰国後、レーワルデンで、同地生まれのDobora Henriette Elizabeth Swingerと結婚した。その後、ハーグの種痘局長となったが、1912年10月17日にハーグで没した。

## 逸話
- 北里柴三郎が有名になった後、1891年にハーグにマンスフェルトを訪ねた。マンスフェルトは大いに喜び、「同僚に北里の名前を知らないものはいない、『果たして君は北里を教えていたか』と私を揶揄するものもある。世界の北里を外の大学に紹介したい」と言ったが、ハーグの大学以外は時間が許さなかった[3][5]。
- 肥後医育史を書いた熊本医大学長の山崎正董は、欧州留学中、1909年3月すでに高齢になっているマンスフェルトを自宅に訪問し、思い出話を聞き、本人の写真を頂いた[6]。

## 文献
- 石田純郎　「メーエル、ヨング、マンスフェルトとエルメンス」in 宗田一ら (編集)『医学近代化と来日外国人』（1988年、世界保健通信社）　ISBN 4-88114-607-6
- 大村智（監修）『生命科学の原点はそこにあった 北里柴三郎』（2003年、北里研究所）
- 山崎正董 『肥後医育史』（1929年 鎮西医海時報社／2006年 復刻版あり、熊本大学医学部）